# عظیم جوانروح
عظیم جوانروح (زاده ۱۸ دی ۱۳۲۴ - درگذشته ۴ آذر ۱۳۹۳) مدیر فیلم‌برداری اهل ایران بود.

## زندگی‌نامه
عظیم جوانروح سال ۱۳۲۴ در اردبیل متولد شد، او از سال ۱۳۵۲ به عنوان فیلمبردار در سازمان رادیو تلویزیون ملی ایران مشغول بکار شد. جوانروح به مدت ۲ سال (حدود سال‌های ۱۳۵۴ و ۵۵) در دفتر سازمان رادیو تلویزیون در پاریس به فعالیت پرداخت.
او در این دوره تعدادی مستند گزارشی و خبری ساخت که به موضوع مراحل ساخت نیروگاه اتمی ایران در فرانسه، زندگی مارک شاگال (مصاحبه اختصاصی با این نقاش فرانسوی) زندگی و آثار ویکتور وازارلی، برنامه تئاترهای پاریس و دیگر موضوعات سیاسی، اجتماعی و هنری … اختصاص داشت.
در جریان اعتصاب کارکنان سازمان رادیو تلویزیون، (پائیز ۱۳۵۷) جوانروح به عنوان یکی از نمایندگان این شورا برگزیده شده بود. او با دفتر آیت‌الله طالقانی و دفتر آیت‌الله خمینی ارتباطی نزدیک و بی واسطه داشت. جوانروح مسئول هماهنگی و برنامه‌ریزی‌های تلویزیونی در مدرسه رفاه و علوی (محل اقامت امام) در بهمن ۱۳۵۷ بود. او در دوره صادق قطب‌زاده، نخستین سرپرست سازمان رادیو تلویزیون بعد از انقلاب، برای مدت کوتاهی مدیریت تولید شبکه دوم تلویزیون را بر عهده داشت. عظیم جوانروح پس از مدت‌ها ابتلا به سرطان روده در تاریخ ۴ آذر ۱۳۹۳ در بیمارستان لاله تهران درگذشت.

## سینمایی

### مدیر فیلم‌برداری
- هفت ترانه (۱۳۸۰)
- یکی بود یکی نبود (۱۳۷۹)
- قصه‌های کیش (اپیزود اول، کشتی یونانی) (۱۳۷۷)
- بیقرار (۱۳۷۳)
- آخرین خون (۱۳۷۲)
- پرواز از اردوگاه (۱۳۷۲)
- ترانزیت (۱۳۷۲)
- روز فرشته (۱۳۷۲)
- صبح روز بعد (۱۳۷۱)
- آواز تهران (۱۳۷۰)
- قصه‌های مجید (۱۳۶۹)
- مجنون (۱۳۶۹)
- در انتظار شیطان (۱۳۶۶)

### فیلم‌بردار
- یحیی (۱۳۷۴)
- بیقرار (۱۳۷۳)
- هدف (۱۳۷۳)
- علی و غول جنگل (۱۳۶۹)
- پاتال و آرزوهای کوچک (۱۳۶۸)
- بوف کور (۱۳۵۴)

## مجموعه‌های تلویزیونی
- شاهگوش (۱۳۹۲)
- سریال مختارنامه (۱۳۸۸–۱۳۸۲)
- معصومیت از دست رفته (۱۳۸۲)
- کیف انگلیسی (۱۳۷۸)
- سرنخ (کیومرث پوراحمد) (۱۳۷۵)